# Bashkimi (1924)
Bashkimi var en veckovisutgiven albanskspråkig tidning med teman som politik, samhälle, litteratur, kultur och pedagogik. Den var organ för sällskapet Bashkimi och grundades av Avni Rrustemi. Det första numret utkom den 8 juli 1924 och totalt med 38 nummer. Tidningen gjorde Fan Nolis politik populärt i Albanien och var bland annat emot feodalismen och korruptionen i landet.